# Argas peusi
Argas peusi är en fästingart som beskrevs av Schulze 1943. Argas peusi ingår i släktet Argas och familjen mjuka fästingar.
Artens utbredningsområde är Grekland. Inga underarter finns listade i Catalogue of Life.